# Depressie (klinisch)
Depressie is een stemmingsstoornis die zich kenmerkt door zware neerslachtigheid of een verlies van levenslust. In het dagelijkse spraakgebruik wordt de term depressief gebruikt voor uiteenlopende gemoedstoestanden, variërend van een korte dip tot ernstige neerslachtigheid. Niet iedere depressieve, sombere of verdrietige stemming is een psychische aandoening. Behandelaars, verzekeraars en beleidsmakers spreken van een klinische depressie wanneer aan een aantal criteria wordt voldaan, zoals vastgelegd in diagnostische en statistische handboeken als het International Statistical Classification of Diseases and Related Health Problems van de Wereldgezondheidsorganisatie, of de in Nederland- en in de Verenigde Staten-gehanteerde Diagnostic and Statistical Manual of Mental Disorders. In 2016 leed ongeveer 3% van de Nederlandse bevolking of 550.000 mensen aan een depressie volgens het RIVM. Volgens het Centraal Bureau voor de Statistiek gaf in 2014 8% van de Nederlandse bevolking aan depressief geweest te zijn afgelopen jaar. Geschat wordt dat 20% van de Nederlandse bevolking in zijn leven last krijgt van depressies. De naam unipolaire depressie wordt ook wel gebruikt ter onderscheid van depressies bij bipolaire stoornissen. Oudere beschrijvingen als vitale depressie, melancholie of endogene depressie komen in grote lijnen overeen met de zwaardere vormen van depressieve stoornis.

## Symptomen

### DSM-IV-TR
Een depressieve episode moet volgens de DSM-IV-TR aan de volgende criteria voldoen:
A. Vijf (of meer) van de volgende symptomen zijn binnen dezelfde periode van twee weken aanwezig geweest en wijken af van het eerdere functioneren; minstens een van de symptomen is ofwel (1) een sombere stemming, ofwel (2) verlies van interesse of plezier.
1. Sombere stemming. (Bij kinderen en adolescenten kan de stemming prikkelbaar zijn.)
2. Duidelijk verminderd(e) interesse of plezier in (bijna) alle activiteiten.
3. Onbedoeld gewichtsverlies of gewichtstoename of veranderde eetlust. (Bij kinderen moet gedacht worden aan het niet bereiken van de te verwachten gewichtstoename.)
4. Niet kunnen slapen of te veel slapen.
5. Psychomotorische agitatie (fysieke onrust) of vertraging.
6. Vermoeidheid of verlies van energie.
7. Gevoelens van waardeloosheid of buitensporige of onterechte schuldgevoelens.
8. Verminderd vermogen tot nadenken of concentreren, of besluiteloosheid.
9. Terugkerende gedachten aan de dood (niet alleen de vrees om dood te gaan), terugkerende suïcidegedachten zonder een specifiek of een suïcidepoging, of een specifiek plan om suïcide te plegen.

B. De symptomen voldoen niet aan de criteria voor een gemengde episode (dus geen tot weinig manische kenmerken).
C. De symptomen veroorzaken klinisch significant lijden of belemmering in sociale, beroepsmatige of andere belangrijke omstandigheden.
D. De symptomen zijn niet het gevolg van directe fysiologische effecten van middelengebruik (bijvoorbeeld drugs of medicatie) of een somatische aandoening (bijvoorbeeld hypothyreoïdie).
E. De symptomen kunnen niet beter worden verklaard door rouw, bv. na het verlies van een geliefde persoon, de symptomen duren langer dan twee maanden of worden gekenmerkt door belemmering in het functioneren, preoccupatie met waardeloosheid, suïcidale gedachten, psychotische symptomen of psychomotorische retardatie.

### DSM-5
De criteria voor een depressieve episode in de DSM-5 komen grotendeels overeen met die in de DSM-IV-TR, behalve dat rouw niet langer een reden is om géén depressie diagnose vast te stellen.

## Overige kenmerken
Volgens de DSM-5 kan een depressieve episode verschillende kenmerken hebben.

### Begin
Een depressieve stoornis kan vroeg (voor 21e jaar) of laat (na 21e jaar) beginnen.

### Type depressie
Er worden verschillende typen depressieve episoden onderscheiden, die allemaal andere kenmerken hebben:
- Met angstige stemming
- Met gemengde kenmerken (dus met manische kenmerken, maar niet voldoende om van een gemengde episode te spreken)
- Met melancholische kenmerken
  - Depressieve gevoelens erger in de ochtend
  - Vroeg wakker worden
  - Fysieke onrust of juist vertraging
  - Verminderde eetlust of gewichtsverlies
  - Buitensporige of onterechte schuldgevoelens
- Met atypische kenmerken
  - Stemming verbetert wél na positieve gebeurtenissen
  - Te veel slapen
  - Toegenomen eetlust of gewichtstoename
  - Zwaar gevoel in ledematen
  - Gevoeligheid voor sociale afwijzing
- Met psychotische kenmerken (al dan niet overeenkomend met de stemming)
- Met katatonie
- Met begin rond de zwangerschap/bevalling
- Met seizoensgebonden patroon

### Ernst
De ernst van een depressieve episode wordt bepaald aan de hand van het aantal symptomen, de ernst van de symptomen, en de hoeveelheid lijden en de (sociale) beperking die iemand ervaart.

#### Licht
Bij een milde depressieve episode zijn er weinig symptomen aanwezig naast de symptomen die vereist zijn voor de diagnose. De symptomen veroorzaken enig lijden, maar minimale beperkingen en zijn nog beheersbaar.

#### Matig
Bij een matige depressieve episode zijn symptomen en lijdensdruk gemiddeld, tussen licht en ernstig in.

#### Ernstig
Het aantal symptomen is bij een ernstige episode over het algemeen (veel) groter dan de vijf die nodig zijn voor de diagnose. Deze symptomen zorgen voor ernstig lijden en zijn niet meer onder controle te houden, waardoor ze grote beperkingen opleveren op het gebied van sociale interactie en werk.

### Beloop
Depressieve episodes kunnen ingedeeld worden in drie klassen: actieve episode, gedeeltelijk in remissie en volledig in remissie.

## Soorten
In de DSM-5 zijn de depressieve stoornissen afgesplitst van de bipolaire stoornissen. Het hoofdstuk depressieve stoornissen bevat criteria voor de disruptieve stemmingdisregulatiestoornis, klinische depressie, persisterende depressieve stoornis (dysthymie), premenstruele stemmingsstoornis, depressie veroorzaakt door drugs/medicatie, depressie veroorzaakt door een andere medische aandoening, en andere depressieve stoornissen (al dan niet gespecificeerd). Deze stoornissen worden allemaal gekenmerkt door de aanwezigheid van een sombere, lege of geïrriteerde stemming. De verschillen tussen de stoornissen hebben vooral te maken met de oorzaken en de ernst/timing van deze symptomen.

### Klinische depressie/depressieve stoornis
Een klinische depressie of depressieve stoornis is een of meer depressieve episoden die niet beter verklaard worden door een andere stoornis als schizofrenie of een bipolaire stoornis. Als er sprake is van terugkerende depressieve episoden wordt ook wel gesproken van een recidiverende depressieve stoornis.

### Persisterende depressieve stoornis
Naast de (recidiverende) depressieve stoornis is er ook een vorm van depressie waarvan de symptomen minder sterk zijn, maar die soms jarenlang kunnen duren. Dit is dysthymie of dysthyme stoornis. Dysthymie is volgens de DSM-IV-TR een lichte depressieve stoornis die chronisch is, wat wil zeggen dat er minder symptomen nodig zijn voor de diagnose, maar dat die minstens twee jaar aanwezig moeten zijn. In de DSM-5 zijn de chronische depressieve stoornis en de dysthyme stoornis samengevoegd tot de persisterende depressieve stoornis.

### Andere depressieve stoornissen
Als er wel sprake is van depressieve symptomen, maar geen van de eerder genoemde diagnoses gesteld kan worden kan ervoor gekozen worden de diagnose andere depressieve stoornis te gebruiken. Deze kan al dan niet vergezeld gaan van een verklaring voor het stellen van deze diagnose. Een voorbeeld van een gespecificeerde diagnose is een terugkerende korte depressie, waarbij er gedurende ten minste twaalf maanden ten minste eens per maand genoeg symptomen aanwezig zijn voor een depressieve episode, maar waarbij de duur van de depressieve periode te kort is (2-13 dagen) om een klinische depressie vast te stellen.

## Oorzaken
De uitlokkende factoren voor iemands depressie kunnen velerlei zijn. Persoonlijkheidsproblematiek, omgevingsfactoren (zoals een langdurige prikkel of combinatie van prikkels waar geen invloed op kan worden uitgeoefend) en met name verlies kunnen een rol spelen in de totstandkoming van depressie.
In de overgrote meerderheid van de gevallen kan men bij een eerste depressie een door het betreffende individu als ernstig beleefd verlies terugvinden (bijvoorbeeld van een significante relatie of persoon, van sociale status, van lichamelijke integriteit of gezondheid, van materieel bezit, van een ideaal...).
Bij de jongen van vele primatensoorten is na separatie van de moeder een gedragspatroon vastgesteld dat sterke overeenkomsten vertoont met een klinische depressie. De gesepareerde jongen vertonen daarbij aanvankelijk allerlei gedrag en symptomen die moeten leiden tot een terugvinden van de moeder, maar vervolgens andere die voorkomen dat ze door roofdieren worden opgemerkt. Vanuit deze optiek was depressie mogelijk ooit een nuttig overlevingsmechanisme, maar nu een overtollige erfenis van onze evolutionaire voorgeschiedenis
Een bekende risicofactor voor het ontwikkelen van een depressie is hoog neuroticisme. Ook kan de oorzaak lichamelijk van aard zijn. Vaak spelen meerdere omstandigheden een rol. Het is niet altijd eenvoudig om de psychische oorzaak of aanleiding van een depressie op te sporen. Is de aanleiding van een depressie wel direct te achterhalen, dan is dit een reactieve depressie.
Naarmate depressies vaker bij eenzelfde persoon optreden lijken de uitlokkende factoren minder heftig te hoeven zijn; ook zijn er aanwijzingen dat recidieven moeilijker te behandelen worden naarmate een of meer eerdere depressies langer geduurd hebben. De kwetsbaarheid voor depressies neemt met andere woorden toe naarmate iemand vaker of langer klinisch depressief is geweest. Dit wijst op het belang van het tijdig starten met behandelen.
In sommige gevallen ontwikkelen depressies zich uit andere psychische problemen. Rouwverwerking is bijvoorbeeld een normaal menselijk proces, maar bij sommige mensen herstelt de balans zich niet en kunnen depressieve symptomen ontstaan. Ook kunnen bij grote veranderingen in het leven aanpassingsproblemen gepaard gaan met depressie.
Wetenschappelijk crosscultureel onderzoek toont aan dat symptomen van depressie wereldwijd in alle culturen voorkomen. Dit kan suggereren dat een depressie aanvankelijk kan beginnen als een lichamelijke aandoening en dat patiënten hier na verloop van tijd een psychologische invulling aan kunnen geven. Lichaam en geest beïnvloeden elkaar echter in twee richtingen.
Verschillende wetenschappelijke studies hebben statistische verbanden tussen bepaalde pesticiden en depressie gevonden. Dit verschijnsel is marginaal als oorzaak en wordt vooral in ontwikkelingslanden soms gevonden.

### Immuuntheorie
Er zijn aanwijzingen dat bij diverse ernstige psychiatrische aandoeningen, waaronder klinische depressie, het immuunsysteem een belangrijke rol speelt.

### Lichamelijke aandoeningen en depressie
Bij een aantal lichamelijke aandoeningen kunnen depressieve verschijnselen optreden. Vaak is dit het geval bij ernstige of dodelijke aandoeningen, zoals kanker of aids. Neurologische aandoeningen (bijvoorbeeld de ziekte van Parkinson of ME), endocriene aandoeningen (bijvoorbeeld hypothyreoïdie), bepaalde virale aandoeningen enzovoort kunnen ook depressieve symptomen veroorzaken. Dergelijke stemmingsstoornissen hebben in de medische handboeken een afzonderlijke classificatie.

### Middelengebruik en depressie
Depressiviteit kan ook het gevolg zijn van gebruik of misbruik van bepaalde middelen, bijvoorbeeld drugs, geneesmiddelen of alcohol. Vaak is een diagnose moeilijk te stellen, omdat het gebruik van middelen ook voorkomt als zelfmedicatie bij mensen die al depressieve verschijnselen hebben. Ook deze aandoeningen worden afzonderlijk geclassificeerd. Veelal moet dan eerst het middelengebruik, als probleem, aangepakt worden, alvorens de depressie kan worden behandeld.

## Behandeling
Elke depressie is verschillend en vraagt dus een aparte aanpak.
Er zijn diverse behandelmethodes voor depressie. De meest toegepaste behandelingen zijn cognitieve gedragstherapie en medicatie door middel van antidepressiva. De combinatie kan beter werken dan de twee apart. Na beëindiging van de cognitieve gedragstherapie, of na stoppen van de antidepressiva, bestaat de kans dat de depressie na verloop van tijd weer terugkeert. Recent onderzoek in het kader van terugvalpreventie heeft echter aangetoond dat een cognitieve training, gericht op cognities, dagdromen en fantaseren, bescherming kan bieden tegen een terugval bij depressie.

Cognitieve gedragstherapie (CGT) leert depressieve patiënten dat hun gedachten vaak onrealistisch en disfunctioneel zijn. Onderdeel van de behandeling kan zijn: de patiënten zich actiever te laten gedragen en positiever te laten denken (minder piekeren en malen) om zo de neerwaartse spiraal van depressief terugtrekgedrag en sombere gedachten over zichzelf, de toekomst en de wereld te doorbreken. Deze behandeling is met name effectief gebleken bij niet-chronische depressies.
CGT vormt ook de basis voor bewezen effectieve online zelfhulp gericht op het behandelen van een lichte tot milde depressie.
Er bestaan ook nieuwere behandelingen zoals mindfulness based cognitive therapy en acceptance and commitment therapy. Acceptance and commitment therapy is erkend als evidence-based behandeling voor depressie en mindfulness based cognitive therapie is erkend als evidence-based voor het voorkomen van terugval in depressie na minstens 3 depressieve episodes.
Gedragsactivatie (behavioral activation) is een specifieke therapievorm en is niet te verwarren met het louter activeren van patiënten. Onderzoek toont aan dat gedragsactivatie minstens even effectief is als medicatie voor matige en ernstige depressie en heel wat effectiever dan cognitieve therapie. Gedragsactivatie is dan ook erkend als evidence-based behandeling voor depressie. Bovendien is er minder uitval dan bij medicatie.
Bij milde en matige depressie blijken antidepressiva ook niet effectief te zijn, alleen bij ernstige depressies hebben deze stoffen zin.
Als de oorzaak van de depressieve symptomen gelegen is in een lichamelijke aandoening of middelengebruik (denk bijvoorbeeld aan cocaïnegebruik), dan richt de behandeling zich in eerste instantie op het beïnvloeden van deze factoren.
Regelmatig intensief bewegen of sport is voor mensen met een depressie zeer gunstig. Het is bewezen dat hardlopen de hoeveelheid endorfinen in het lichaam verhoogt. Er zijn aanwijzingen dat endorfinen en andere van nature in het lichaam voorkomende opioiden een antidepressieve werking vertonen. Daarom zijn er ook behandelingen die zich specifiek op activering richten, zoals de running therapy, een vorm van begeleid sporten voor mensen die lijden aan depressies. Het antidepressieve effect treedt onder andere op bij intensief hardlopen, fietsen en zwemmen. Intensief sporten betekent dat het moeilijk is om te spreken tijdens de desbetreffende activiteit vanwege de hijgende ademhaling.
Elektroconvulsietherapie (ECT) is in een aantal gevallen een effectieve behandeling van zware depressie, ook als deze gepaard gaat met psychotische symptomen zoals hallucinaties. ECT wordt vrijwel alleen gebruikt in situaties waarbij behandeling met antidepressiva en psychotherapie niet werkzaam zijn. ECT kan geheugenverlies veroorzaken en wordt mede hierom slechts gebruikt ter behandeling van de zwaarste gevallen.
Diepe hersenstimulatie is een experimentele behandelmethode voor ernstige, therapie-resistente depressie. In het Academisch Medisch Centrum te Amsterdam en in het St. Elisabeth Ziekenhuis te Tilburg loopt op dit moment een onderzoek naar de effectiviteit van deze behandeling.
Een Cochrane Systematic Review van 2020 onderzocht of interventies die gericht zijn op het verminderen van arbeidsongeschiktheid bij werknemers met depressieve stoornissen effectief zijn. Deze Cochrane Review evalueerde onderzoeken van werkgerichte en klinische interventies voor depressieve mensen met als uitkomst ziekteverzuim, symptomen van depressie en functioneren op het werk. De conclusie luidde als volgt: Een combinatie van een werkgerichte en een klinische interventie vermindert waarschijnlijk het aantal ziekteverzuimdagen, maar op de lange termijn leidt dit er niet toe dat meer mensen aan het werk zijn. Werkgerichte interventies alleen zijn mogelijk niet effectiever dan de gewone benadering. Interventies ter verbetering van de klinische zorg leiden waarschijnlijk tot een lager ziekteverzuim en minder depressie-symptomen. We zijn minder zeker over het effect van psychologische interventies, al dan niet met medicatie, of antidepressiva alleen. Voor de praktijk betekent dit dat een combinatie van een werkgerichte met een klinische interventie, psychologische interventies, en interventies die de kwaliteit van zorg verhogen nuttig zijn als aanpak van depressie op de werkvloer.

## Beloop
De kans op terugval na een eerste depressie is circa 30%. Na een tweede depressie neemt deze kans toe tot 75% en voor personen met drie depressies is de kans ongeveer 90% dat zij opnieuw met een depressie geconfronteerd zullen worden. Ook is herstel van een depressieve episode vaak onvolledig. De restsymptomen die de kans op terugval in een nieuwe depressieve episode verhogen blijven bestaan.